# IoSonoQui
#IoSonoQui (#Jesuislà) è un film del 2019 diretto da Eric Lartigau.

## Distribuzione
Il film è stato distribuito nelle sale cinematografiche italiane a partire dal 14 ottobre 2021.